# Parc national des Pinnacles
Pour les articles homonymes, voir Pinnacles.
Le parc national des Pinnacles (en anglais : Pinnacles National Park) est un parc national américain se trouvant au sud de San José, en Californie centrale, dans les chaînes côtières du Pacifique (Pacific Coast Ranges). Il se situe dans le comté de San Benito et le comté de Monterey.
Il est constitué de formations rocheuses d'origine volcanique érodées, les pinacles. L'espace a été autrefois classé sous le titre de monument national par décision de Theodore Roosevelt en 1908, jusqu'à ce que le Congrès lui accorde le statut de parc national le 30 décembre 2012, après un projet de loi en ce sens proposé par le représentant démocrate Sam Farr. Le projet est avalisé par la signature de Barack Obama le 10 janvier 2013, ce qui en fait l'un des plus récents parcs nationaux des États-Unis.

## Formations rocheuses
L'altitude du parc varie de 250 mètres à 1007 mètres. Le parc est situé près de la faille de San Andreas, qui a contribué à donner naissance aux formations uniques qu’il protège. Les formations rocheuses offrent des pinacles spectaculaires qui attirent les grimpeurs. 

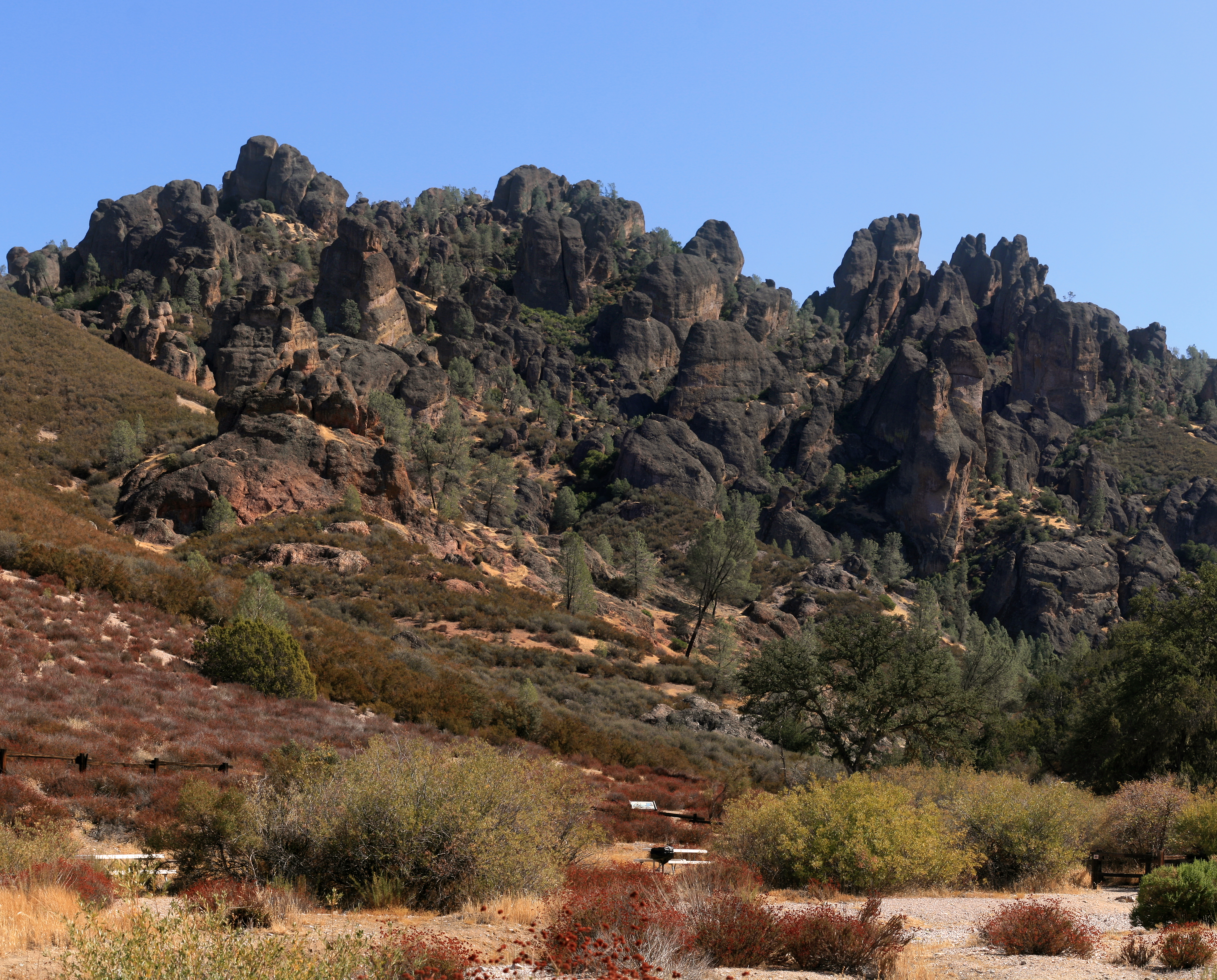
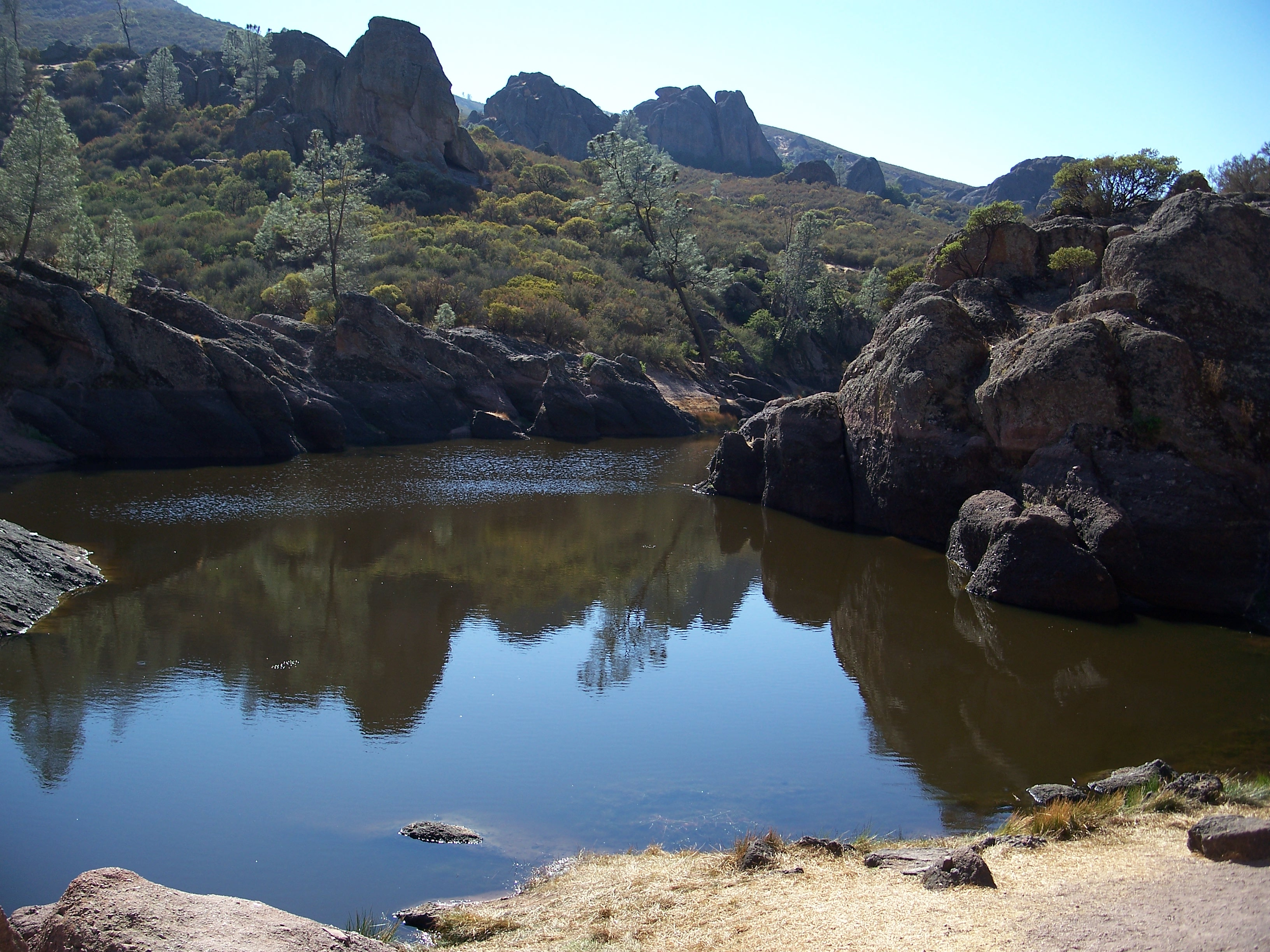
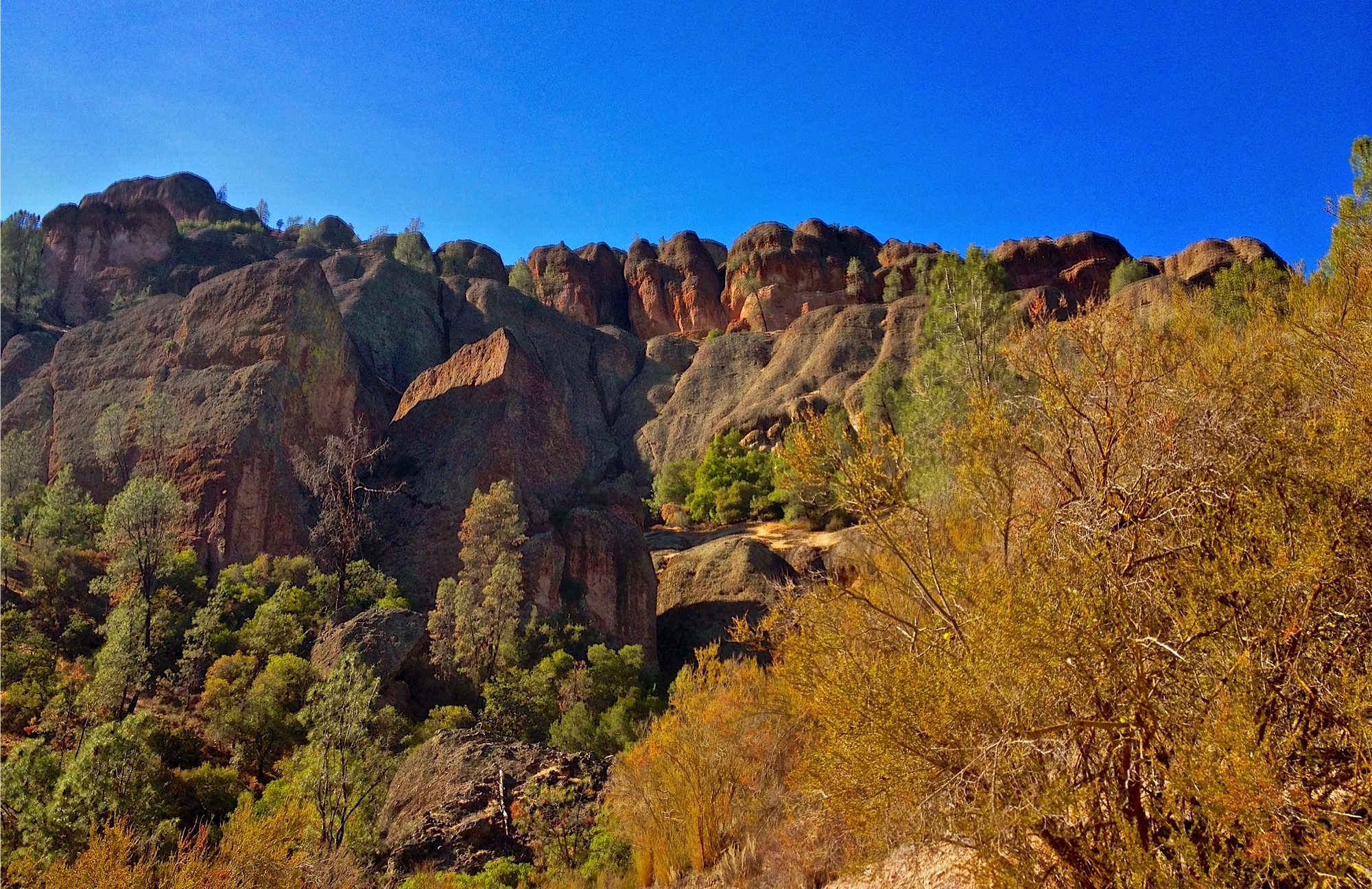
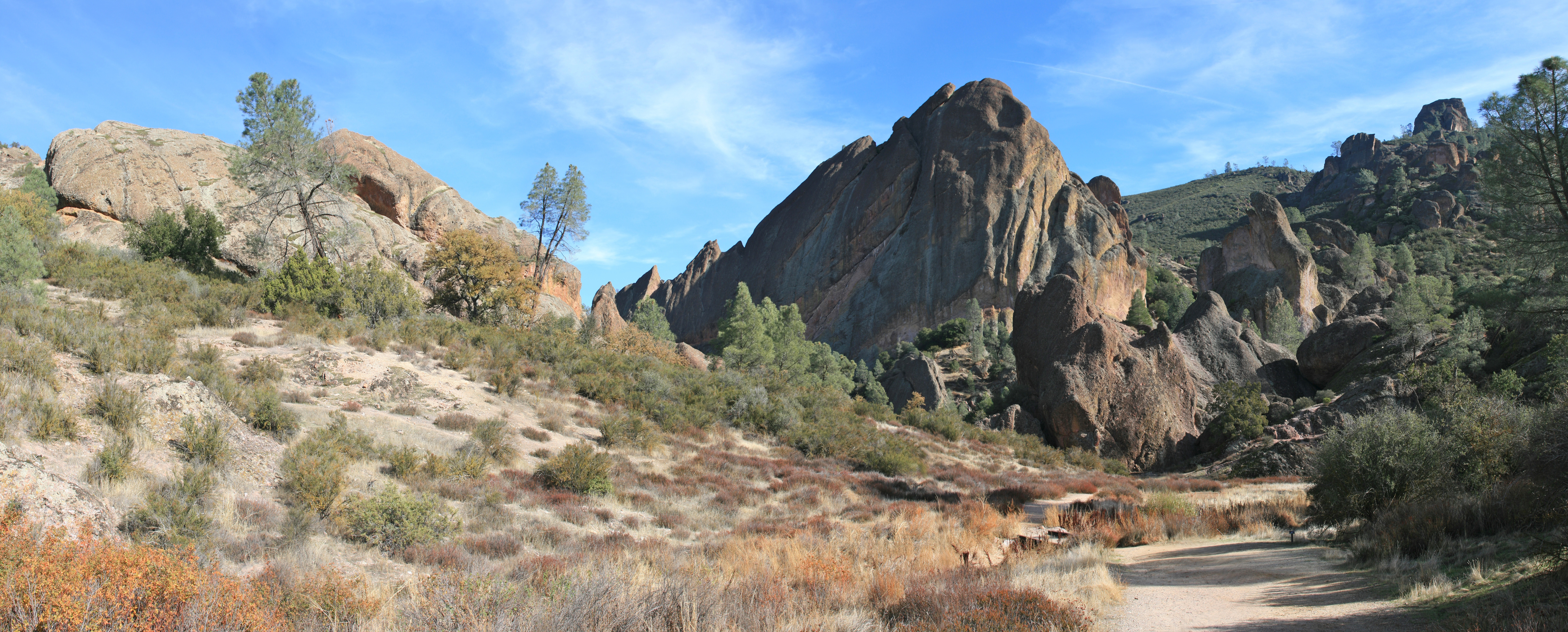
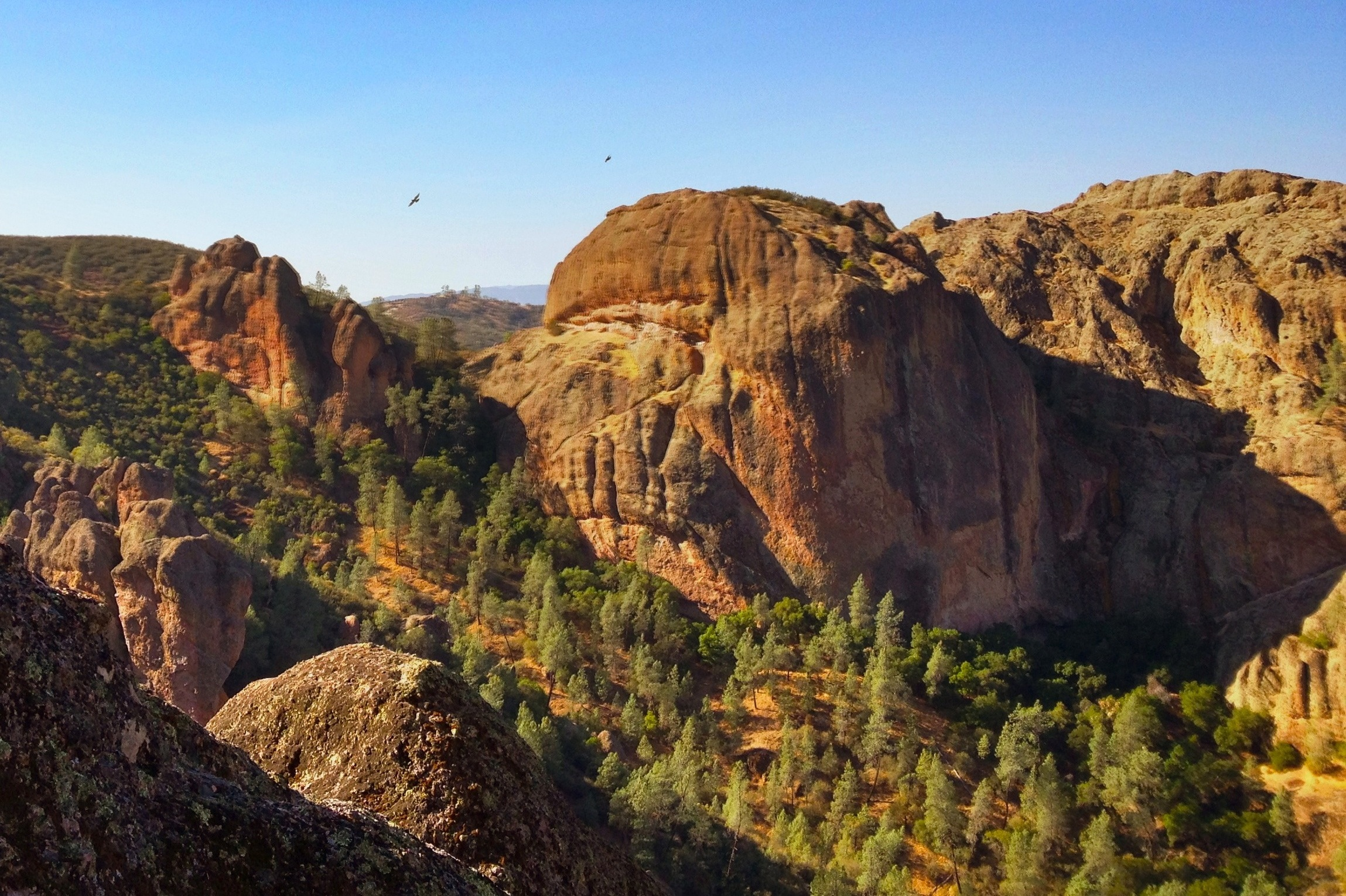
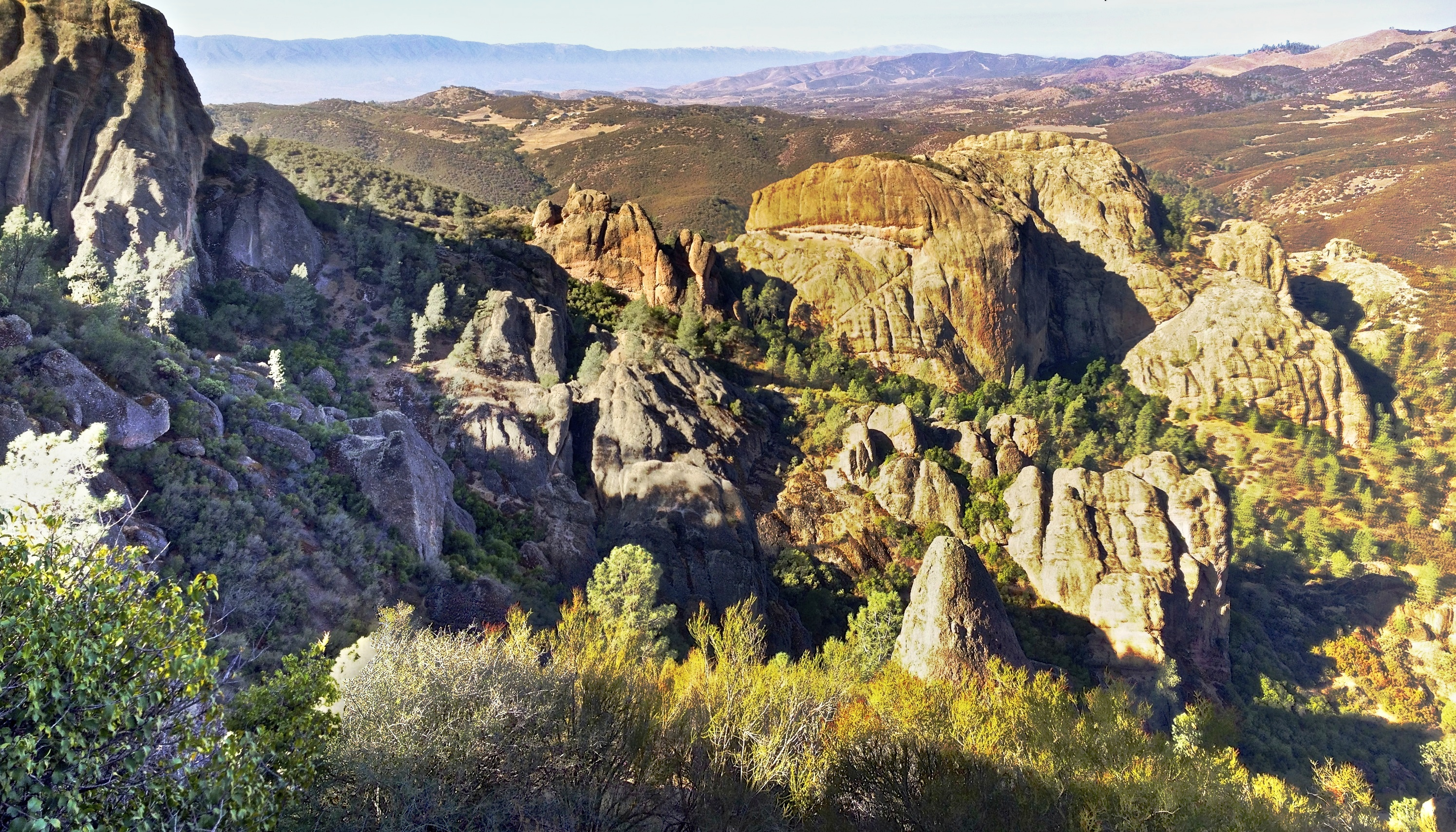

## Faune
- Condor de Californie : il s'agit d'un des rares endroits au monde où l'on peut en observer en liberté. Cette espèce, l'une des plus rares et des plus menacées au monde, est réintroduite en 2003. Les premières naissances ont eu lieu en 2010[3],[4], et le parc recense désormais 25 individus[5],[6].
- Faucon des prairies, l'un des endroits des Etats-Unis où vit la plus forte densité. Parmi les autres oiseaux, citons le faucon pèlerin, l'aigle doré et le dindon sauvage[7].

Les mammifères comprennent, parmi les espèces les plus remarquables, le puma, le coyote, la mouffette, le lynx et le raton laveur.
Enfin, le parc dénombre au moins 13 espèces de chauve-souris, qui affectionnent les grottes et nombreuses cavités rocheuses.

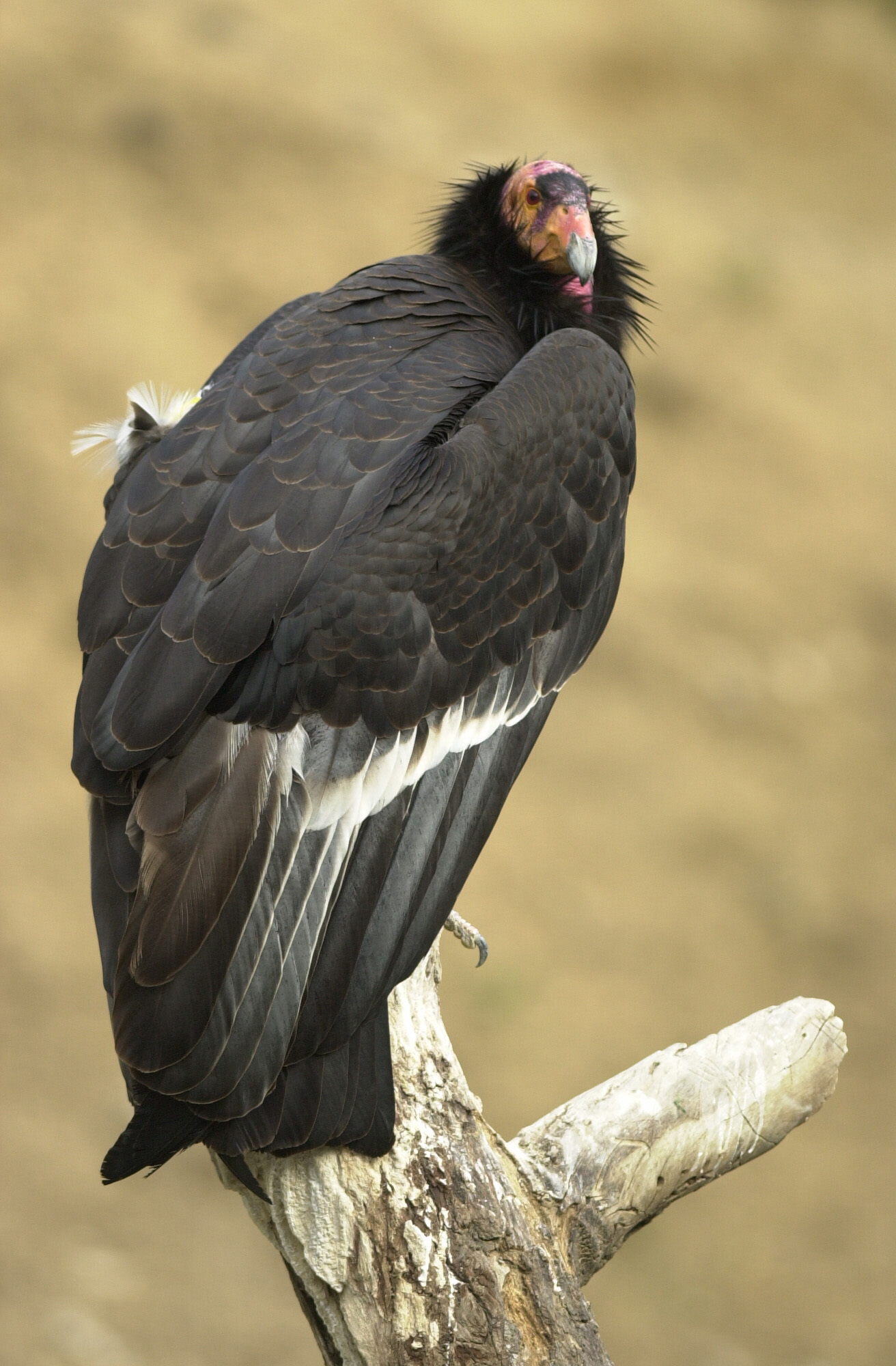
Condor de Californie.
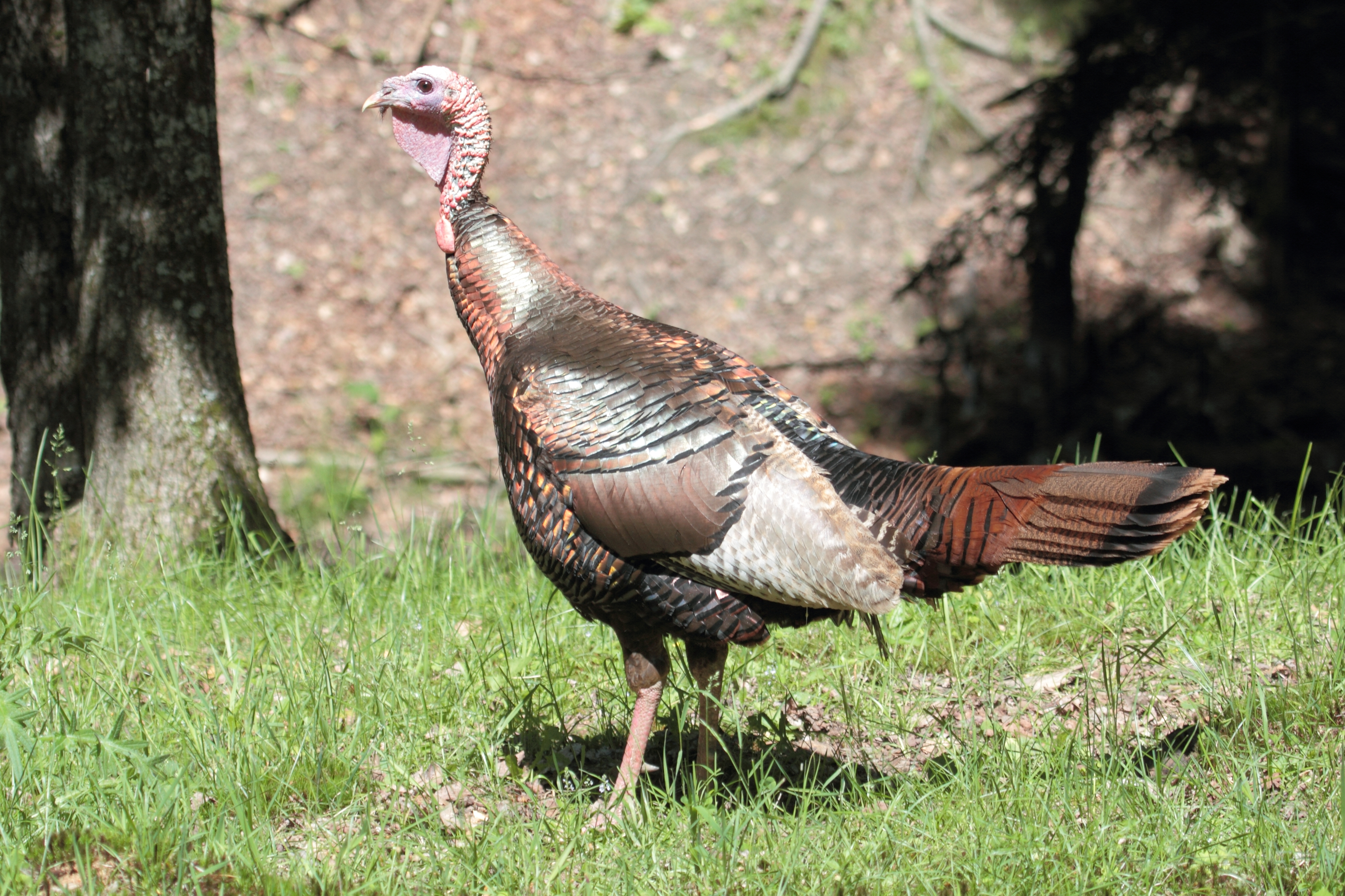
Dindon sauvage.
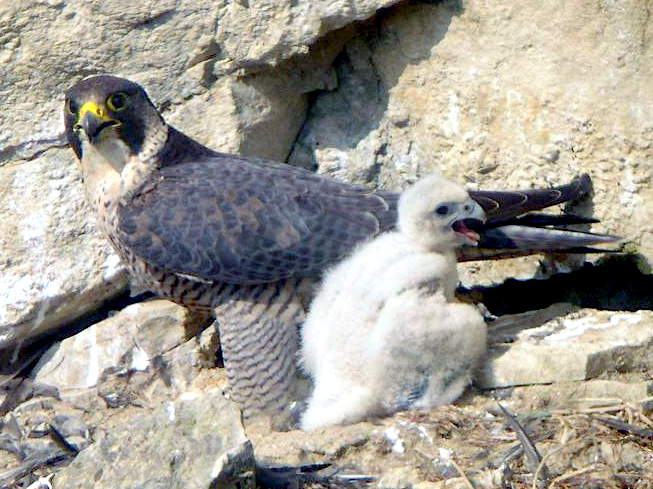
Faucon pèlerin et son petit.